# Ibn Saud
Abdulaziz bin Abdul Rahman Al Saud (arabsko عبد العزيز بن عبد الرحمن آل سعود, latinizirano: ʿAbd al ʿAzīz bin ʿAbd ar Raḥman Āl Suʿūd; 15. januar 1875 – 9. november 1953), na Zahodu znan kot Ibn Saud (arabsko ابن سعود; Ibn Suʿūd), je bil arabski politični in verski voditelj, ki je ustanovil Saudovo Arabijo – tretjo saudsko državo – in kot njen prvi kralj vladal od 23. septembra 1932 do svoje smrti leta 1953. Vladal je delom kraljestva od leta 1902, pred tem pa je bil emir, sultan in kralj Nedžda ter kralj Hedžasa.
Ibn Saud je bil sin Abdula Rahmana bin Faisala, emirja Nedžda, in Sare bint Ahmed Al Sudairi. Družina je bila leta 1890 izgnana iz svoje rezidence v mestu Rijad. Ibn Saud je ponovno osvojil Rijad leta 1902, s čimer se je začelo tri desetletja osvajanj, zaradi katerih je postal vladar skoraj celotne osrednje in severne Arabije. Leta 1922 je utrdil svoj nadzor nad Nedždom, nato pa je leta 1925 osvojil Hedžas. Leta 1932 je razširil svoje oblasti v to, kar je kasneje postalo Kraljevina Saudova Arabija. Ibn Saudova zmaga in njegova podpora islamskim preporoditeljem je močno okrepila pan-islamizem po vsej državi islamski svet. V skladu z vahabitskimi prepričanji je ukazal rušenje nekaterih najsvetejših krajev islama, pokopališča Al-Baqi in Jannat al-Mu'alla. Kot kralj je vodil odkritje nafte leta 1938 in začetek obsežne proizvodnje nafte po drugi svetovni vojni. Rodil se mu je veliko otrok, vključno s 45 sinovi, in vse naslednje kralje Saudove Arabije do leta 2023.

## Zgodnje življenje in družinski izvor
Rodbina Saud je bila moč v osrednji Arabiji zadnjih 130 let. Pod vplivom in navdihom vahabizma so Saudijci pred tem poskušali nadzorovati velik del Arabskega polotoka v obliki emirata Dirija, prve saudove države, dokler ga ni uničila osmanska vojska v osmansko-vahabitski vojni v začetku 19. stoletja.
Abdulaziz bin Abdul Rahman, znan tudi kot Ibn Saud, se je rodil 15. januarja 1875 v Rijadu. Bil je četrti otrok in tretji sin Abdula Rahmana bin Faisala, enega zadnjih vladarjev emirata Nedžd, druge saudske države, plemenskega šejka s središčem v Rijadu. Ibn Saudova mati je bila Sara bint Ahmed Al Sudairi iz rodbine Sudairi. Umrla je leta 1910. Njegovi bratje in sestre so bili Faisal, Noura, Bazza, Haya in Saad. Imel je tudi številne polbrate in sestre iz očetovih drugih zakonov, vključno z Muhammadom, Abdulahom, Ahmedom in Musaidom, ki so vsi imeli vlogo v saudski vladi. Ibn Sauda je učil Kur'an Abdullah Al Kharji v Rijadu.

## Izgnanstvo in ponovno zavzetje Rijada
Leta 1891 so dolgoletni regionalni tekmeci Saudove hiše pod vodstvom Mohameda bin Abdulaha Al Rašida osvojili Rijad. Ibn Saud je bil takrat star 15 let. On in njegova družina so se sprva zatekli k beduinskemu plemenu Al Murrah v južni Arabski puščavi. Kasneje so se preselili v Katar in tam ostali dva meseca. Njihova naslednja postaja je bil Bahrajn, kjer so ostali na kratko. Osmanska država jim je dovolila, da se naselijo v Kuvajtu, kjer so se naselili in živeli skoraj desetletje. Ibn Saud je razvil odnos s kuvajtskim vladarjem Mubarakom Al Sabahom in pogosto obiskoval njegov madžlis (dnevna soba). Njegov oče, Abdul Rahman, ni podpiral teh obiskov, saj je Mubarakov življenjski slog dojemal kot nemoralen in neortodoksen.
14. novembra 1901 so se Ibn Saud in nekateri sorodniki, vključno z njegovim polbratom Mohamedom in več bratranci (med njimi Abdullah bin Džiluvi), odpravili na plenilno ekspedicijo v Nedžd, ki je ciljala predvsem na plemena, povezana z Rašidi. 12. decembra so dosegli Al Ahso in nato ob podpori različnih plemen nadaljevali proti jugu proti Prazni četrti. Ob tem je Abdulaziz Al Rašid poslal sporočilo katarskemu vladarju Jassimu bin Mohammedu Al Thaniju in osmanskemu guvernerju Bagdada ter ju prosil za pomoč, da bi zaustavil Ibn Saudove napade na plemena, zvesta Al Rašidu. Ti dogodki so pripeljali do zmanjšanja števila Ibn Saudovih napadalcev, njegov oče pa ga je tudi prosil, naj prekliče svoje načrte za zavzetje Rijada. Vendar Ibn Saud ni preklical napada in je uspel doseči Rijad. V noči na 15. januar 1902 je vodil 40 mož čez mestno obzidje na nagnjenih palmah in zavzel mesto. Rašidijskega guvernerja mesta, Ajlana, je ubil Abdullah bin Džiluvi pred njegovo lastno trdnjavo. Saudsko ponovno zavzetje mesta je pomenilo začetek tretje saudske države.
Kmalu po zmagi Ibn Sauda mu je kuvajtski vladar Mubarak Al Sabah poslal dodatnih sedemdeset bojevnikov, ki jih je vodil Ibn Saudov mlajši brat Saad. Ibn Saud je začel živeti v palači svojega dedka Faisala bin Turkija v Rijadu, ko se je naselil v mestu.

## Vzpon na oblast
Po zavzetju Rijada so se številni nekdanji podporniki hiše Saud zbrali na Ibn Saudov poziv k orožju. Bil je karizmatičen voditelj in svoje može je oskrboval z orožjem. V naslednjih dveh letih je s svojimi silami Rašidijem ponovno zavzel skoraj polovico Nedžda.
Leta 1904 je Abdulaziz bin Mutaib Al Rašid zaprosil Osmansko cesarstvo za vojaško zaščito in pomoč. Osmani so odgovorili s pošiljanjem vojakov v Arabijo. 15. junija 1904 so Ibn Saudove sile utrpele velik poraz od združenih osmanskih in rašidijskih sil. Njegove sile so se ponovno zbrale in začele voditi gverilsko vojno proti Osmanom. V naslednjih dveh letih mu je uspelo prekiniti njihove oskrbovalne poti in jih prisiliti k umiku. Vendar so Osmani februarja 1905 Ibn Sauda imenovali za qaimmaqama južnega Nedžda. Ibn Saudova zmaga v Rawdat Muhanni, v kateri je umrl Abdulaziz Al Rašid, je končala osmansko prisotnost v Nedždu in Qassimu do konca oktobra 1906. Ta zmaga je tudi oslabila zavezništvo med Mubarakom Al Sabahom, vladarjem Kuvajta, in Ibn Saudom zaradi nekdanje zaskrbljenosti glede povečanja saudske moči v regiji.
Ibn Saud je leta 1912 dokončal osvojitev Nedžda in vzhodne obale Arabije. Nato je ustanovil Ihvan, vojaško-versko bratovščino, ki naj bi pomagala pri njegovih poznejših osvajanjih, z odobritvijo lokalnih salafijskih ulemov. Istega leta je uvedel agrarno politiko za naselitev nomadskih pastirskih beduinov v kolonije in zamenjavo njihovih plemenskih organizacij z zvestobo Ihvanu.
Maja 1914 je Ibn Saud sklenil tajni sporazum z Osmani kot rezultat njegovih neproduktivnih poskusov, da bi dobil zaščito pred Britanci. Vendar zaradi izbruha prve svetovne vojne ta sporazum, ki je Ibn Sauda postavil za valija ali guvernerja Nadžda, ni bil uresničen in zaradi osmanskega poskusa vzpostaviti povezavo z Ibn Saudom je britanska vlada kmalu vzpostavila diplomatske odnose z njim. Beduini so dobro sprejeli britanskega agenta, stotnika Williama Shakespearja. Podobne diplomatske misije so bile ustanovljene s katero koli arabsko silo, ki bi lahko poenotila in stabilizirala regijo. Britanci so decembra 1915 sklenili Darinsko pogodbo, s katero so dežele Saudove rodbine postale britanski protektorat in poskušale določiti meje razvijajoče se Saudove države. V zameno se je Ibn Saud zavezal, da se bo ponovno vojskoval proti Ibn Rašidu, ki je bil zaveznik Osmanov.
Britansko zunanje ministrstvo je pred tem začelo podpirati Huseina bin Alija, šarifa iz Meke in emirja iz Hedžasa, tako da mu je leta 1915 poslalo T. E. Lawrencea. Saudski Ihvan je začel konflikt s Huseinom leta 1917, ravno ko sta v Damask vstopila njegova sinova Abdullah in Faisal. Darinska pogodba je ostala v veljavi, dokler je ni nadomestila konferenca v Džidi leta 1927 in konferenca v Damamu leta 1952, med katerima je Ibn Saud razširil svoje meje preko anglo-osmanske modre črte. Po Darinu je kopičil orožje in zaloge, ki so mu jih priskrbeli Britanci, vključno z 'dankom' v višini 5000 funtov na mesec. Po prvi svetovni vojni je prejel dodatno podporo Britancev, vključno s kopico odvečnega streliva. Leta 1920 je začel svojo kampanjo proti Al Rashidi; do leta 1922 so bili skoraj uničeni.
Poraz Al Rašidija je podvojil velikost saudskega ozemlja, ker je po vojni Ha'il Ibn Saud poslal svojo vojsko, da zavzame Al Džouf in vojsko, ki jo je vodil Eqab bin Mohaya, vodja plemena Talhah. To je Ibn Saudu omogočilo vzvod za pogajanja o novi in ugodnejši pogodbi z Britanci leta 1922, podpisani v Uqairu. Srečal se je s Percyjem Coxom, britanskim visokim komisarjem v Iraku, da bi začrtal meje in s pogodbo je Britanija priznala številne ozemeljske pridobitve Ibn Sauda. V zameno se je Ibn Saud strinjal s priznanjem britanskih ozemelj na tem območju, zlasti ob obali Perzijskega zaliva in v Iraku. Prvi od teh je bil za Britance bistvenega pomena, saj je bil trgovski promet med Britansko Indijo in Združenim kraljestvom odvisen od premogovniških postaj ob pristopu k Sueškemu prekopu.
Leta 1925 so Ibn Saudove sile zavzele sveto mesto Meko od Šarifa Huseina in s tem končale 700-letno vladavino Hašemitov. Po tem je izdal prvi odlok o pobiranju zekata. 8. januarja 1926 so vodilne osebe v Meki, Medini in Džidi razglasile Ibn Sauda za kralja Hedžasa in slovesnost bayaa (prisege zvestobe) je potekala v Veliki mošeji v Meki.
Ibn Saud je 29. januarja 1927 povzdignil tudi Nedžda v kraljestvo. 20. maja 1927 je britanska vlada podpisala pogodbo iz Džide, ki je odpravila sporazum o zaščiti Darina in priznala neodvisnost Hedžasa in Nedžda z Ibn Saudom kot njunim vladarjem. Naslednjih pet let je Ibn Saud upravljal oba dela svojega dvojnega kraljestva kot ločeni enoti. Prav tako je nasledil svojega očeta, Abdula Rahmana, kot imam.
Z mednarodnim priznanjem in podporo je Ibn Saud še naprej utrjeval svojo moč. Do leta 1927 so njegove sile prevzele večino osrednjega Arabskega polotoka, vendar je zavezništvo med Ihvanom in Al Saudom propadlo, ko je Ibn Saud prepovedal nadaljnje napade. Nekaj delov osrednje Arabije, ki jih saudsko-ihvanske sile niso prevzele, je imelo pogodbe z Londonom in Ibn Saud je bil dovolj trezen, da je videl neumnost provociranja Britancev s prodorom na ta območja. To Ihvanu ni ustrezalo, saj so ga učili, da so vsi ne-vahabiti neverniki. Ibn Saud je leta 1928 organiziral srečanje v Rijadu, da bi rešil težave z ihvanskimi voditelji, vključno s Faisalom Al Duwaishem, Sultanom bin Bajadom in Dhaydanom bin Hithlainom, vendar se nihče od njih ni udeležil srečanja. Napetosti so dokončno zavrele, ko se je Ikhwan uprl. Po dveh letih bojev jih je Ibn Saud zatrl v bitki pri Sabilli marca 1929. [38]
23. septembra 1932 je Ibn Saud uradno združil svoje kraljestvo v Kraljevino Saudovo Arabijo, sam pa je postal njen kralj. Leta 1938 je svoj dvor prenesel v palačo Murabba iz trdnjave Masmak in palača je ostala njegova rezidenca in sedež vlade do njegove smrti leta 1953.
Ibn Saud je moral najprej odpraviti pravico lastnega očeta do vladanja, nato pa oddaljiti in zadržati ambicije svojih petih bratov, zlasti svojega brata Mohameda, ki se je boril z njim v bitkah in osvajanjih, ki so rodila državo.

## Odkritje nafte in njegova vladavina
Nafto je leta 1938 v Saudovi Arabiji odkril SoCal, potem ko je Ibn Saud leta 1933 podelil koncesijo. Ibn Saud je prek svojih svetovalcev Johna Philbyja in Ameena Rihanija leta 1944 podelil znatno oblast nad saudskimi naftnimi polji ameriškim naftnim podjetjem. V začetku leta 1915 je podpisal pakt o "prijateljstvu in sodelovanju" z Veliko Britanijo, da bi ohranil svojo milico v vrsti in prenehal s kakršnim koli nadaljnji napadi na njihove protektorate, za katere so bili odgovorni.
Ibn Saudu je na novo odkrito naftno bogastvo prineslo veliko moči in vpliva, ki ju je s pridom uporabil v Hedžasu. Prisilil je številna nomadska plemena, da so se ustalila in opustila »majhne vojne« in maščevanja. Začel je široko uveljavljati ideologijo novega kraljestva, ki temelji na naukih Muhamed ibn Abdul al-Vahaba. To je vključevalo konec tradicionalno odobrenih romarskih obredov, ki jih priznavajo ortodoksne šole sodne prakse, vendar v nasprotju s tistimi, ki jih je odobril Mohamed ibn Abd al-Vahab. Leta 1926, potem ko so njegove sile preteple karavano Egipčanov na poti v Meko zaradi igranja na troblje, je bil prisiljen izdati spravno izjavo egiptovski vladi. Pravzaprav je bilo več takšnih izjav izdanih muslimanskim vladam po vsem svetu zaradi pretepanja romarjev, ki so obiskali sveti mesti Meko in Medino. 1930-ta leta so pomenila prelomnico. Ko so bili njegovi tekmeci odpravljeni, je bila Ibn Saudova ideologija v polni veljavi in končala skoraj 1400 let sprejetih verskih praks, ki so obkrožale hadž, od katerih je bila večina sankcionirana s tisočletnim znanjem.
Kralj je že leta 1927 ustanovil Svet Šura Hedžasa. Ta svet je bil kasneje razširjen na 20 članov, predsedoval pa mu je Ibn Saudov sin, princ Faisal.

## Tuje vojne
Ibn Saudu je uspelo pridobiti zvestobo plemen v bližini Saudove Arabije, kot so tista v Jordaniji. Zgradil je na primer zelo močne vezi z Rašedom Al-Khuzaijem iz plemena Al Fraihat, ene najvplivnejših in kraljevsko uveljavljenih družin v času Osmanskega cesarstva. Princ Rašed in njegovo pleme sta obvladovala vzhodno Jordanijo pred prihodom Šarifa Husseina. Ibn Saud je podprl Rašeda in njegove privržence pri uporu proti Huseinu.
Leta 1934 je Saudova Arabija premagala Jemen v saudsko-jemenski vojni. To je bila prva moderna vojna - Saudijci so imeli britanske oklepnike Rolls-Royce in francoske tanke Renault FT-17 - med arabskimi državami.
Leta 1935 je princ Rašed podprl Izz ad-Din al-Qassamovo kljubovanje, kar je njega in njegove privržence pripeljalo do upora proti Abdulahu I. Jordanskemu. Leta 1937, ko so bili prisiljeni zapustiti Jordanijo, so se princ Rašed Al Khuzai, njegova družina in skupina njegovih privržencev odločili, da se preselijo v Saudovo Arabijo, kjer je princ Rašed nekaj let živel pod gostoljubjem Ibn Sauda.

## Dobrodelnost
Ibn Saudova dobrodelnost mu je prinesla spoštovanje med njegovimi ljudmi. Kralj je usmerjal denar, da bi ga izročili obubožanim, kadar koli bi jih videl. Zato so revni nestrpno pričakovali njegov pojav v vaseh, mestih in celo puščavi.
»O Abdul-Aziz, naj ti Alah da na onostranstvu, kot ti je dal na svetu!« je starejša ženska nekoč rekla Ibn Saudovemu sprevodu. Kralj je ukazal, da ji dajo deset vreč denarja iz njegovega avtomobila. Ibn Saud je opazil, da ima stara ženska težave pri prinašanju denarja domov, zato je naročil svoji službi za pomoč, da dostavi denar in jo pospremi nazaj domov. Ibn Saud je bil na pikniku zunaj Rijada, ko je naletel na starejšega moškega, oblečenega v cunje. Starec je vstal pred kraljevim konjem in rekel: »O Abdul-Aziz, strašno je hladno in nimam oblačil, ki bi me zaščitila«. Ibn Saud, žalosten zaradi človekovega stanja, je slekel svoj plašč in mu ga dal. Starejšemu možu je ponudil tudi dotacijo, da bi mu pomagal pri vsakdanjih stroških.
Zaradi obilice revežev je Ibn Saud ustanovil gostišče, znano kot Thulaim ali Host, kjer so revežem delili riž, meso in več vrst kaš. Ko se je gospodarstvo poslabšalo, je Ibn Saud začel povečevati svojo pomoč potrebnim. Dal jim je kraljeve komplete kruha in waayid, denarna darila, ki so jih prejemali vsako leto. Kralj je rekel: »Vsega tega bogastva nisem pridobil sam. To je blagoslov od Alaha in vsi vi imate delež pri tem. Zato želim, da me vodite k vsemu, kar me pripelje bližje mojemu Gospodu in me usposobi za njegovo odpuščanje«.

## Kasnejša leta
Ibn Saud je Saudovo Arabijo v drugi svetovni vojni postavil za nevtralno, vendar je na splošno veljalo, da je naklonjen zaveznikom. Toda leta 1938, ko je bilo ugotovljeno, da je napad na glavni britanski naftovod v Kraljevini Irak povezan z nemškim veleposlanikom Fritzom Grobbo, je Ibn Saud Grobbi zagotovil zatočišče. Poročali so, da od leta 1937 ni bil naklonjen Britancem.
V zadnji fazi vojne se je Ibn Saud srečal s pomembnimi političnimi osebnostmi. Eno od teh srečanj, ki je trajalo tri dni, je bilo z ameriškim predsednikom Franklinom Delano Rooseveltom 14. februarja 1945. Srečanje je potekalo na ladji USS Quincy v segmentu Velikega grenkega jezera v Sueškem prekopu. Srečanje je postavilo temelje prihodnjih odnosov med državama. Drugo srečanje je bilo z britanskim premierjem Winstonom Churchillom v Grand Hotel du Lac na obali oaze Fajun, petdeset milj južno od Kaira, februarja 1945.  Saudijci poročajo, da je bilo srečanje močno osredotočeno na palestinski problem in je bilo neproduktivno v smislu rezultatov, v nasprotju s tistim z Rooseveltom.
Ibn Saud je sodeloval v arabsko-izraelski vojni leta 1948, vendar je prispevek na splošno veljal za simboličnega.
Potem ko je svojega sina Sauda imenoval za prestolonaslednika, mu je kralj prepustil večino svojih dolžnosti in je večino svojega časa preživel v Ta'ifu.
Medtem ko je večina kraljeve družine želela razkošja, kot so vrtovi, čudoviti avtomobili in palače, je Ibn Saud želel kraljevo železnico od Perzijskega zaliva do Rijada in nato podaljšanje do Džide. Njegovi svetovalci so to razumeli kot neumnost starega človeka. Sčasoma je ARAMCO zgradil železnico po ceni 70 milijonov dolarjev, črpanih iz kraljevih licenčnin za nafto. Dokončana je bila leta 1951 in komercialno uporabljena po kraljevi smrti. Omogočil je, da je Rijad prerasel v razmeroma sodobno mesto. Ko pa je bila leta 1962 zgrajena asfaltirana cesta, je železnica izgubila promet.

## Smrt in pogreb
Ibn Saud je v svojih zadnjih letih bolehal na srcu, poleg tega pa je bil napol slep in ga je mučil artritis. Oktobra 1953 je njegova bolezen postala resna. Umrl je v spanju zaradi srčnega infarkta v palači Shubra v Ta'ifu 9. novembra 1953 v starosti 78 let, princ Faisal pa je bil ob njem.
Pogrebna molitev je bila opravljena v Al Hawiyah v Ta'ifu. Ibn Saudovo truplo so pripeljali v Rijad, kjer so ga pokopali na pokopališču Al Oud poleg njegove sestre Noure.
Ameriški predsednik Dwight D. Eisenhower je 11. novembra 1953 izdal sporočilo o smrti Ibn Sauda. Ameriški državni sekretar John Foster Dulles je po kraljevi smrti izjavil, da se ga bodo spominjali po njegovih dosežkih kot državnika.

## Državne časti
23. novembra 1916 je britanski diplomat Sir Percy Cox organiziral konferenco treh voditeljev v Kuvajtu, kjer je Ibn Saud prejel Indijsko zvezdo in Red Britanskega imperija. 1. januarja 1920 je bil imenovan za častnega viteza velikega poveljnika Reda indijskega imperija (GCIE). Leta 1935 je bil odlikovan z britanskim redom Bath (GCB),  z ameriško legijo za zasluge leta 1947 in s španskim redom za vojaške zasluge (veliki križ z belim odlikovanjem) leta 1952.